# Rucphen
Rucphen est une commune et un village des Pays-Bas située en province du Brabant-Septentrional. Comptant environ 22 000 habitants, elle a donné son nom au Dorpenomloop Rucphen, course cycliste prenant place annuellement dans la région.

## Géographie

### Communes limitrophes
|                  | Halderberge | Etten-Leur |
| Rosendael        | Rucphen     |            |
| Essen (Belgique) |             | Zundert    |

### Localités
- Rucphen
- Schijf
- Sprundel
- Sint Willebrord, anciennement 't Heike
- Zegge